# Bisdom Saint Cloud
Het bisdom Saint Cloud (Latijn: Dioecesis Sancti Clodoaldi) is een rooms-katholiek bisdom met als zetel St. Cloud, in de Amerikaanse staat Minnesota. Het bisdom is suffragaan aan het aartsbisdom Saint Paul and Minneapolis. 

## Geschiedenis
Het bisdom werd opgericht op 12 februari 1875, als het apostolisch vicariaat Northern Minnesota, uit delen van het bisdom Saint Paul. Op 22 september 1889 werd het verheven tot bisdom en veranderde van naam naar bisdom Saint Cloud. Op 3 oktober 1889 verloor het gebied bij de oprichting van het bisdom Duluth. 

## Parochies
Het bisdom had in 2022 een oppervlakte van 31.730 km2 en telde 586.422 inwoners waarvan 21,6% rooms-katholiek was.

## Ordinarii

### Apostolisch vicarissen
- Rupert Seidenbusch (12 februari 1875 - 19 oktober 1888)

### Bisschoppen
- John Joseph Frederick Otto Zardetti (3 oktober 1889 - 6 maart 1894)
- Martin Marty (21 januari 1895 - 19 september 1896)
- James Trobec (5 juli 1897 - 15 april 1914)
- Joseph Francis Busch (19 januari 1915 - 31 mei 1953)
- Peter William Bartholome (31 mei 1953 - 31 januari 1968; coadjutor sinds 6 december 1941)
- George Henry Speltz (31 januari 1968 - 13 januari 1987; coadjutor sinds 4 april 1966)
  - James Steven Rausch (hulpbisschop: 5 maart 1973 - 17 januari 1977)
- Jerome George Hanus (6 juli 1987 - 23 augustus 1994)
- John Francis Kinney (9 mei 1995 - 20 september 2013)
- Donald Joseph Kettler (20 september 2013 - 15 december 2022)
- Patrick Michael Neary (15 december 2022 - heden)

## Galerij van afbeeldingen

Wapen van het bisdom
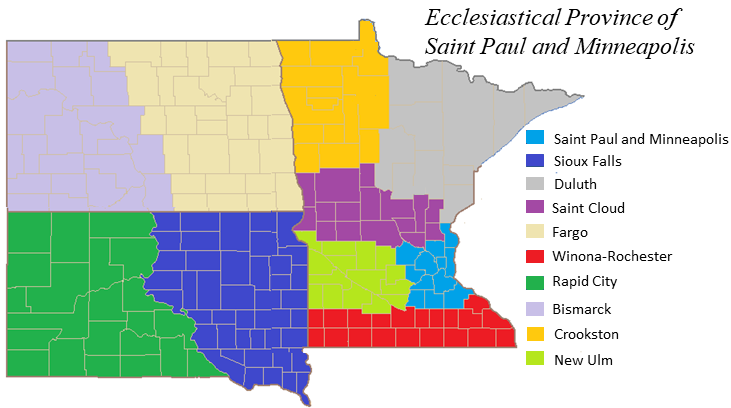
Kerkprovincie met aartsbisdom en suffragane bisdommen
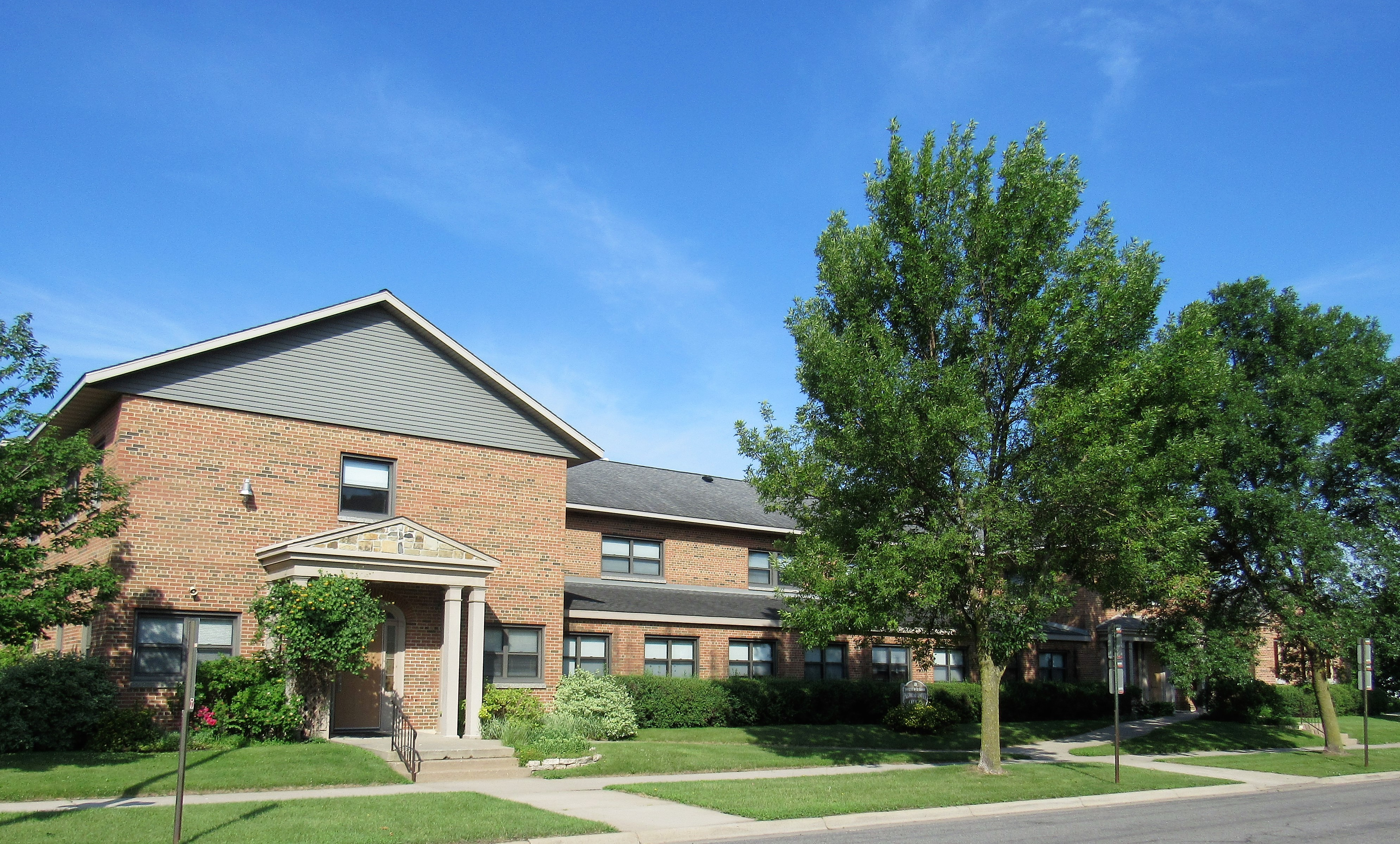
Pastoraal centrum
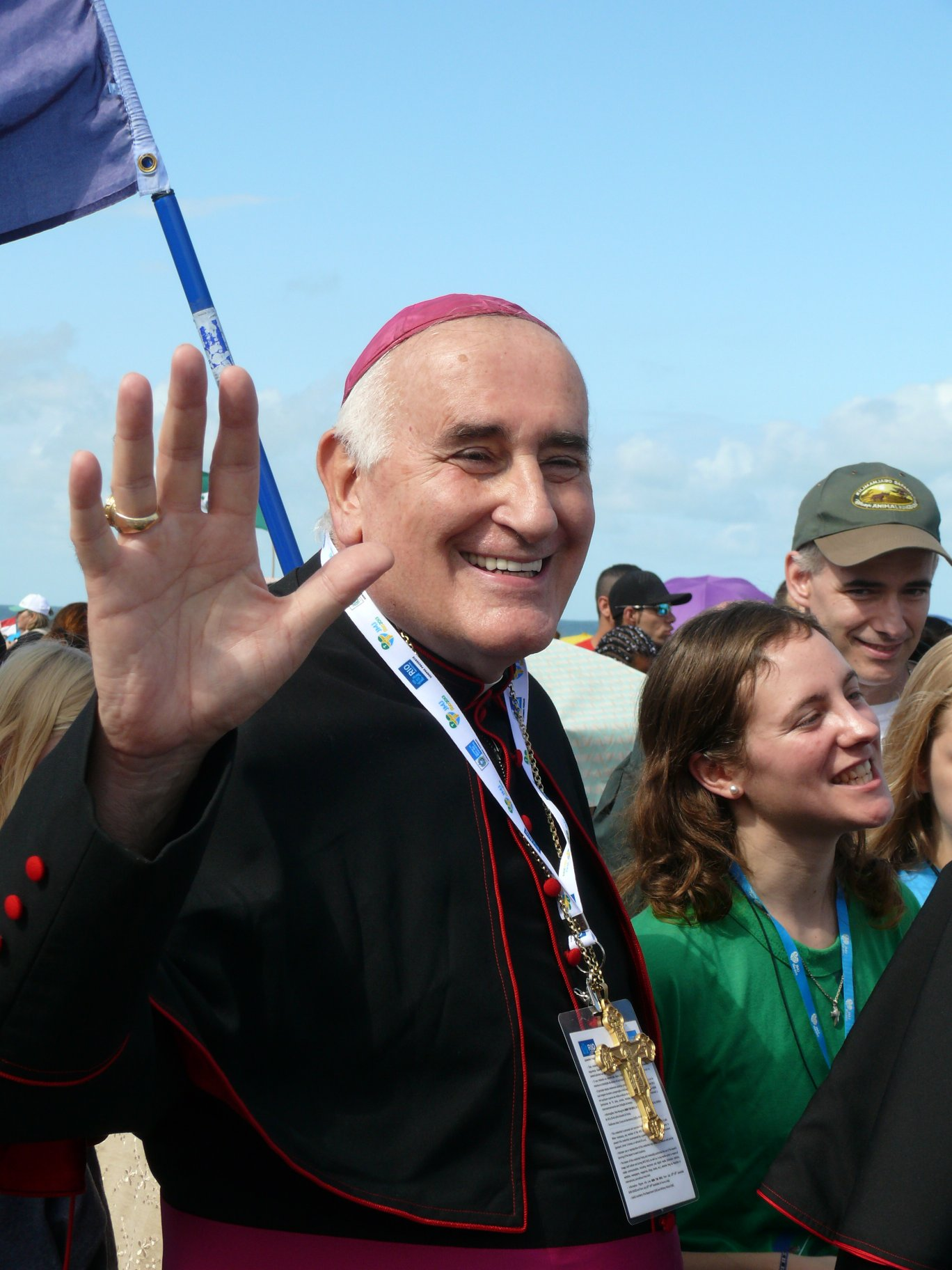
Bisschop Donald Joseph Kettler (2013-2022)

Saint Paul and Minneapolis (aartsbisdom) · Bismarck · Crookston · Duluth · Fargo · New Ulm · Rapid City · Saint Cloud · Sioux Falls · Winona-Rochester